# 松戸市立河原塚中学校
松戸市立河原塚中学校（まつどしりつ かわらづかちゅうがっこう、英: Matsudo municipal - Kawarazuka Junior High School）は、千葉県松戸市河原塚にある市立中学校。
学校名および地名の「河原塚」は「塚」の字が康煕字典体の正字「塚」を用いた「河原塚」という表記も見られるが、文字化け等のリスク回避のため本項目では一般的に用いられる新字体の「塚」を使用する。

## 概要
1978年4月に、松戸市14番目の学校として創立。校舎周辺は河原塚の丘陵地で、緑豊かな自然が存在する。
南側は国分川・春木川沿いの遊歩道があり、晴れた日には東京スカイツリーや遠く富士山が、北側には筑波山や日光の山並みが見える。丘陵地にあるため景色の見晴らしは松戸市内の中学校の中では良好な中学校の一つである。
学校の正門は丘を下った低地にあるが、校舎は丘陵地にあるため、正門から入場するときは、校舎までおよそ数十m上り坂を上ることになる（標高差は約10m）。
周辺は河原塚古墳群一帯で、古墳群の上に中学校が立地しているような形となっており、
校内には河原塚古墳群のうち3号墳と4号墳が存在している。
4号墳は、校外の1号墳と同様松戸市の指定史跡・文化財として保護されている。
学校のスクールカラーである茶は、この河原塚古墳をイメージしたものとされる。
- 校舎・校地 - 2万6525平方メートル
  - 建物敷地 - 1万1051平方メートル
  - 運動場 - 8656平方メートル
  - その他 - 6818平方メートル

- 座標
  - 北緯35度46分25秒 東経139度56分31秒 / 北緯35.77361度 東経139.94194度
  - 標高19.65m

## 沿革
- 1978年4月1日 - 松戸市立第六中学校より分離創立。松戸市内14番目の学校となる。渡遵幸三郎、初代校長となる。学校規模11学級、生徒485名、職員23名。
- 1979年
  - 3月14日 - 校旗・校歌制定。  松戸市立河原塚中学校校歌 作詞:渡辺幸三郎  作曲:関根剛二
  - 特殊学級開設。学校規模18学級、生徒719名、職員34名。
- 1980年 - 畔蒜忠雄、二代校長となる。学校規模20学級、生徒798名、職員37名。
- 1981年 - 校舎増築、体力づくり器具設置。学校規模22学級、生徒879名、職員40名。
- 1982年 - 佐藤昌雅、三代校長となる。テニスコート完成。学校規模24学級、生徒969名、職員43名。
- 1983年 - 校舎増築、松戸市指定保健体育研究校。学校規模25学級、生徒1016名、職員44名。
- 1984年 - 田中三郎、四代校長となる。保健体育研究校。学校規模25学級、生徒1043名、職員44名。
- 1985年 - 体育館増築。学校規模25学級、生徒1038名、職員44名。
- 1986年 - 学校規模25学級、生徒1056名、職員44名。
- 1987年 - 学校規模24学級、生徒993名、職員43名。
- 1988年 - 清水邦夫、五代校長となる。格技場完成。学校規模23学級、生徒937名、職員41名。
- 1989年 - 学校規模22学級、生徒859名、職員40名。
- 1990年 - 及川保之、六代校長となる。学校規模22学級、生徒786名、職員39名。
- 1991年 - 学校規模20学級、生徒710名、職員36名。
- 1992年 - 松戸市指定教育課程研究（選択教科）。学校規模18学級、生徒654名、職員33名。
- 1993年 - 松戸市指定教育課程研究（選択教科）。学校規模17学級、生徒623名、職員33名。
- 1994年 - 祐川明、七代校長となる。学校規模17学級、生徒580名、職員33名。
- 1995年 - 選択方式給食開始。学校規模17学級、生徒586名、職員34名。
- 1996年 - 栗原俊夫、八代校長となる。学校規模17学級、生徒586名、職員34名。
- 1997年 - 創立20周年記念式典を挙行する。学校規模16学級、生徒592名、職員31名。
- 1998年 - 教育総合推進地域研究協力校（人権）。学校規模15学級、550名、職員30名。
- 1999年 - 教育総合推進地域研究協力校（人権）。学校規模14学級、生徒512名、職員29名。
- 2000年 - 半澤憲従、九代校長となる。エイズ教育推進校。学校規模15学級、生徒491名、職員30名。
- 2001年 - エイズ教育推進校市指定健康教育研究校。学校規模13学級、生徒478名、職員28名。
- 2002年 - 安井功、十代校長となる。健康教育研究校。学校規模14学級、生徒478名、職員29名。
- 2003年 - 学校規模13学級、生徒462名、職員30名。
- 2004年 - 学校規模13学級、生徒435名、職員29名。
- 2005年 - 矢口敏雄、十一代校長となる。学校規模13学級、生徒422名、職員29名。
- 2006年 - 学校規模13学級、生徒402名、職員29名。
- 2007年 - 難波幸男、十二代校長となる。創立30周年記念式典を挙行する。学校規模14学級、生徒436名、職員32名。
- 2008年 - 千葉県青少年赤十字（JRC）研究推進指定校。学校規模15学級、生徒459名、職員33名。
- 2009年 - 千葉県青少年赤十字（JRC）研究推進指定校。学校規模16学級、生徒505名、職員33名。
- 2010年 - 鈴木裕司、十三代校長となる。千葉県青少年赤十字（JRC）研究推進指定校。学校規模15学級、生徒468名、職員33名。
- 2011年 - 学校規模16学級、生徒478名、職員33名。
- 2012年 - 学校規模16学級、生徒468名、職員33名。
- 2013年 - 猪狩惠司、十四代校長となる。学校規模17学級、生徒473名、職員34名。
- 2014年 - 学校規模17学級、生徒487名、職員35名
- 2015年 - 髙木宏己、十五代校長となる。学校規模18学級、生徒524名、職員35名。
- 2016年
  - 学校規模20学級、生徒578名、職員36名。
  - 松戸市立小中学校ホームページ一斉更新により、ホームページリニューアル。

## 学校教育目標
教育目標
- 心豊かな生徒の育成
- 自ら学び主体的に行動する生徒の育成
- 心身共に健康でたくましい生徒の育成

目指す生徒像
- 思いやりと、豊かな心を持つ生徒
- 自ら学び、考え、行動する生徒
- 明るく、健康で、たくましい生徒

重点目標
- 生徒一人ひとりの心に寄り添った教育実践に努める。
- わかりやすい授業を展開し、基礎基本の定着に努め、学力向上を図る。
- 教職員一人ひとりの経営参画意識を持ち、保護者・地域・学校が連携し、組織としての「チーム河中」づくりに努める。

## 生徒数・学級数
平成28年度の生徒数、学級数。
- 生徒数  全校生徒578名
  - 1学年 203名
  - 2学年 196名
  - 3学年 179名

- 学級数  総計20学級
  - 1学年 6学級
  - 2学年 5学級
  - 3学年 5学級
  - 特別支援学級 4学級

## アクセス
- 北総鉄道北総線・京成成田空港線・東日本旅客鉄道（JR東日本）武蔵野線東松戸駅より徒歩約13分
- 京成松戸線みのり台駅より徒歩約25分
- 河原塚中学校前バス停より下車すぐ前